# As Meninas (peça de Maria Adelaide Amaral)
As Meninas é uma peça teatral da dramaturga Maria Adelaide Amaral baseada no livro de Lygia Fagundes Telles de mesmo nome. A  peça estreou no Teatro Eva Herz na cidade de São Paulo, em 30 de outubro de 2009.

## Elenco
Fazem parte do elenco os atores Clarissa Rockenbach, Silvia Lourenço, Lu Brites, Tuna Dwek, Clarice Abujanra e Julio Machado. A encenação é de Yara de Novaes.